# Тулеш
Тулеш је насеље у Србији у општини Александровац у Расинском округу. Према попису из 2022. има 333 становника (према попису из 2011. било је 439 становника).

## Демографија
У насељу Тулеш живи 405 пунолетних становника, а просечна старост становништва износи 44,0 година (42,3 код мушкараца и 45,8 код жена). У насељу има 132 домаћинства, а просечан број чланова по домаћинству је 3,76.
Ово насеље је великим делом насељено Србима (према попису из 2002. године), а у последња три пописа, примећен је пад у броју становника.
|  |

| Демографија | Демографија | Демографија |
| Година      | Становника  | Становника  |
| ----------- | ----------- | ----------- |
| 1948.       | 672         |             |
| 1953.       | 696         |             |
| 1961.       | 729         |             |
| 1971.       | 674         |             |
| 1981.       | 687         |             |
| 1991.       | 629         | 564         |
| 2002.       | 496         | 561         |
| 2011.       | 439         |             |
| 2022.       | 333         |             |

| Етнички састав према попису из 2002.‍ | Етнички састав према попису из 2002.‍ | Етнички састав према попису из 2002.‍ | Етнички састав према попису из 2002.‍ | Етнички састав према попису из 2002.‍ |
| ------------------------------------ | ------------------------------------ | ------------------------------------ | ------------------------------------ | ------------------------------------ |
|                                      |                                      |                                      |                                      |                                      |
| Срби                                 | Срби                                 |                                      | 492                                  | 99,19%                               |
| Црногорци                            | Црногорци                            |                                      | 1                                    | 0,20%                                |
| Руси                                 | Руси                                 |                                      | 1                                    | 0,20%                                |
| Мађари                               | Мађари                               |                                      | 1                                    | 0,20%                                |
| непознато                            | непознато                            |                                      | 1                                    | 0,20%                                |

| Година пописа     | 1948. | 1953. | 1961. | 1971. | 1981. | 1991. | 2002. |
| ----------------- | ----- | ----- | ----- | ----- | ----- | ----- | ----- |
| Број домаћинстава | 111   | 119   | 129   | 136   | 144   | 140   | 132   |

| Број чланова      | 1  | 2  | 3  | 4  | 5  | 6  | 7 | 8 | 9 | 10 и више | Просек |
| ----------------- | -- | -- | -- | -- | -- | -- | - | - | - | --------- | ------ |
| Број домаћинстава | 18 | 28 | 16 | 23 | 18 | 17 | 7 | 4 | 1 | 0         | 3,76   |

| Пол    | Укупно | Неожењен/Неудата | Ожењен/Удата | Удовац/Удовица | Разведен/Разведена | Непознато |
| ------ | ------ | ---------------- | ------------ | -------------- | ------------------ | --------- |
| Мушки  | 216    | 59               | 137          | 19             | 1                  | 0         |
| Женски | 207    | 21               | 145          | 39             | 1                  | 1         |
| УКУПНО | 423    | 80               | 282          | 58             | 2                  | 1         |

| Пол    | Укупно                    | Пољопривреда, лов и шумарство | Рибарство                            | Вађење руде и камена | Прерађивачка индустрија       |
| ------ | ------------------------- | ----------------------------- | ------------------------------------ | -------------------- | ----------------------------- |
| Мушки  | 139                       | 116                           | 0                                    | 0                    | 8                             |
| Женски | 63                        | 54                            | 0                                    | 0                    | 3                             |
| УКУПНО | 202                       | 170                           | 0                                    | 0                    | 11                            |
| Пол    | Производња и снабдевање   | Грађевинарство                | Трговина                             | Хотели и ресторани   | Саобраћај, складиштење и везе |
| Мушки  | 0                         | 4                             | 4                                    | 2                    | 1                             |
| Женски | 0                         | 0                             | 1                                    | 0                    | 0                             |
| УКУПНО | 0                         | 4                             | 5                                    | 2                    | 1                             |
| Пол    | Финансијско посредовање   | Некретнине                    | Државна управа и одбрана             | Образовање           | Здравствени и социјални рад   |
| Мушки  | 0                         | 0                             | 0                                    | 1                    | 0                             |
| Женски | 0                         | 0                             | 0                                    | 2                    | 3                             |
| УКУПНО | 0                         | 0                             | 0                                    | 3                    | 3                             |
| Пол    | Остале услужне активности | Приватна домаћинства          | Екстериторијалне организације и тела | Непознато            | Непознато                     |
| Мушки  | 0                         | 0                             | 0                                    | 3                    | 3                             |
| Женски | 0                         | 0                             | 0                                    | 0                    | 0                             |
| УКУПНО | 0                         | 0                             | 0                                    | 3                    | 3                             |